# Eternal Champion
Eternal Champion est un groupe de heavy metal traditionnel fondé à Austin, au Texas en 2012.

## Biographie
Le nom provient du Champion éternel de l'écrivain Michael Moorcock. Outre Moorcock, le chanteur Jason Tarpey cite les influences thématiques de Robert E. Howard, Karl Edward Wagner et Howard Phillips Lovecraft. Il évoque entre autres Klaus Meine, Mark Shelton de Manilla Road et Rob Lowe de Solitude Aeturnus parmi ses influences en tant que chanteur.
Le groupe se rend pour la première fois en Europe au printemps 2017 alors qu'ils sont invités au festival Keep It True. Manilla Road et Cirith Ungol, deux influences musicales d'Eternal Champion sont aussi présents à ce festival.

## Membres du groupe et autres projets
La formation n'est pas particulièrement stable, ni complète. Le guitariste Blake Ibanez et le chanteur Jason Tarpey sont les deux seuls membres présents depuis la démo The Last King of Pictdom. En l'absence d'un bassiste permanent, les parties de basse sur l'album The Armor of Ire ont été interprétées par le batteur et producteur Arthur Rizk. Ce dernier a intégré le groupe en 2014.
Arthur Rizk et John Powers sont aussi guitaristes dans le groupe Sumerlands, dont le premier album éponyme est paru en 2016 sur le label Relapse Records. Rizk a également produit l'album Psychosis de Cavalera Conspiracy sur lequel il a aussi joué la basse. Tarpey y fait aussi une apparition en tant que chanteur invité.
Blake Ibanez est aussi guitariste depuis 2008 dans le groupe de thrash/crossover Power Trip, qui a entre autres tourné avec Exodus et Obituary. Jason Tarpey est lui aussi dans un groupe de Crossover, Iron Age, depuis le milieu des années 2000.

## Discographie

### Albums studio
- 2016 : The Armor of Ire (No Remorse Records)[9]

- 2020 : Ravening Iron (No Remorse Records)

### Démos
- 2013 : The Last King of Pictdom[10]

### Splits
- 2015 : Retaliator / Vigilance (No Remorse Records) avec le groupe canadien Gatekeeper
- 2017 : Parallel of Death